# Gustav Mayr
Gustav Mayr (28. listopadu 1872 Kojetín - 4. září 1936 Praha) byl československý důlní inženýr, politik německé národnosti a meziválečný senátor Národního shromáždění ČSR za Sudetoněmeckou stranu (SdP).

## Biografie
Jeho otec byl úředníkem a přednostou různých železničních stanic na Severní dráze císaře Ferdinanda a rodina se tak často stěhovala. Matka pocházela ze staré německé měšťanské rodiny z Brna. Gustav Mayr absolvoval německou obecnou školu v Brně, studoval na gymnáziu ve Vídni a Olomouci. Pak absolvoval horní akademii v Lubně a působil jako inženýr v hornickém průmyslu. Od roku 1897 pracoval v Moravské Ostravě. Zpočátku byl zaměstnán u důlních podniků Severní dráhy, od roku 1911 byl ředitelem dolu ve Slezské Ostravě a od roku 1916 ředitelem dolu Hubert. Zde setrval jako vrchní horní inspektor až do roku 1932.
Po parlamentních volbách v roce 1935 získal senátorské křeslo v Národním shromáždění. Mandát ale získal až dodatečně během roku 1935 jako náhradník poté, co rezignoval senátor Josef Hocke a první náhradník Josef Heger mandát nepřevzal. V senátu zasedal do své smrti v roce 1936. Pak ho vystřídal Emil Schrammel.
Profesí byl uváděn jako vrchní báňský inspektor ve výslužbě ze Slezské Ostravy. Zemřel v září 1936 na Schlosserově klinice v Praze po dlouhé nemoci.